# Даміловський Микола Олександрович
Микола Олександрович Даміловський (нар. 18 (31) грудня 1880, Козацьке — 21 березня 1942, Київ, Райхскомісаріат Україна) — архітектор українського стилю, майстер житла та інженерних споруд, знавець тонкощів використання конструкцій та матеріалів, педагог, один із засновників української архітектурної школи.

## Біографія

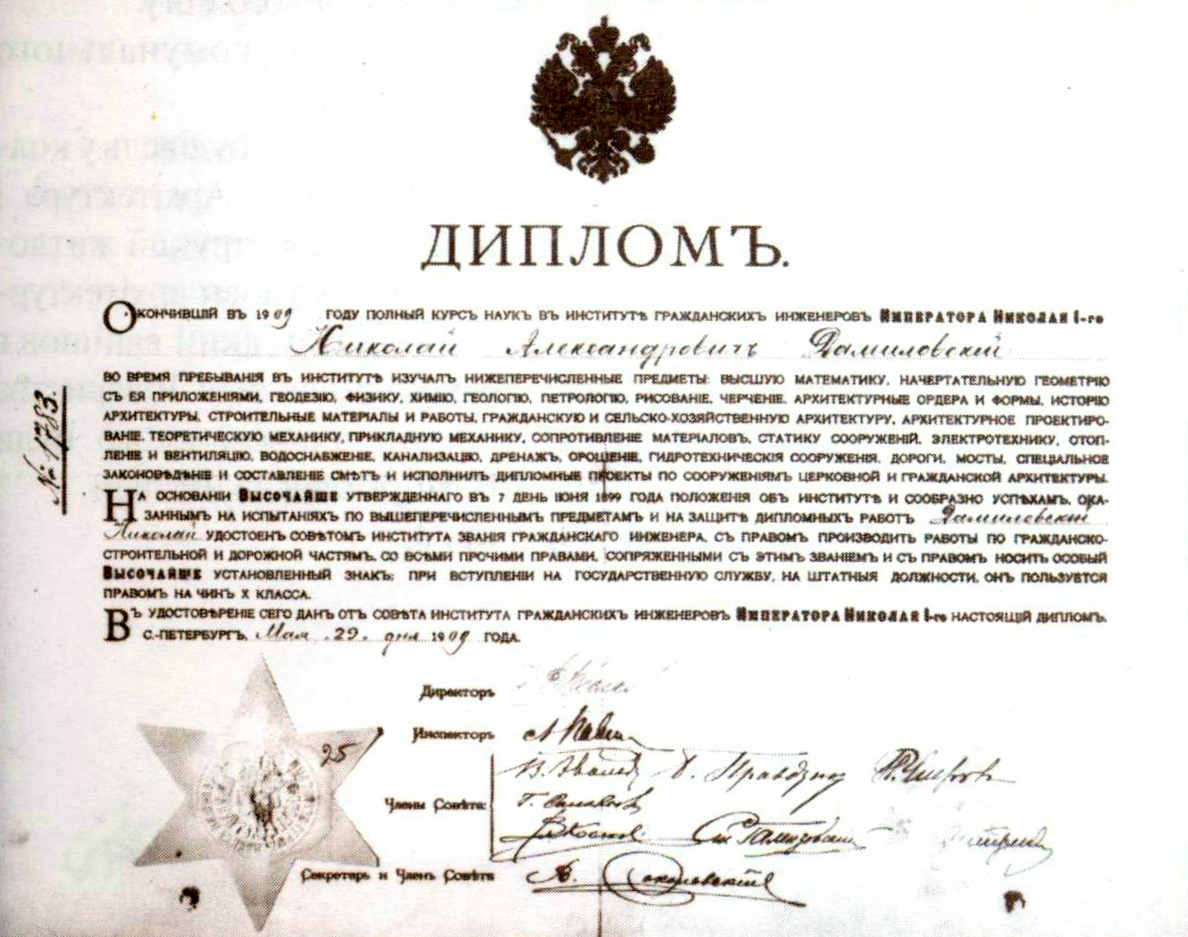
Диплом Миколи Даміловського

Народився 18 (31 грудня) 1880 року в селі Козацькому Чернігівської губернії в родині церковного паламаря. Пройшов курс навчання в земській школі, Ніжинській класичній гімназії, із відзнакою закінчив Петербурзький інститут цивільних інженерів і 1909 року здобув відповідне звання. Під час перерви у навчанні працював у відділі «Путей и строений» Київського трамваю, спочатку студентом-практикантом, а згодом помічником начальника. За час навчання прилучався як практикант до будівництва Полтавського земства Василя Кричевського.
Займався будівельною практикою, працював спочатку у професора Оберемського, потім, з 1909 по 1911 рік у Вербицького. З 1911 року почав самостійну приватну практику, побудував декілька будинків у Києві:
- 20-ти квартирний прибутковий будинок М. Міхельсона на вулиці Євгена Чикаленка № 23 (1913—1914 роки),
- 30-ти квартирний прибутковий будинок Київського доброчинного товариства в садибі Сулимівських закладів на вулиці Круглоуніверситетській № 6 (1914—1915 роки), у стилі класицизму.

В 1913 році керував будівництвом Всеросійської виставки в Москві, в 1914 році будував Київську міську очисну каналізаційну станцію.
Йому належить також розробка проєкту будинку типографії по вулиці Михайлівській, 22, проєкт будівельної частини кабельного заводу, проєкт і керівництво роботами по реконструкції театру «Російської драми» у Києві (нова сцена зі всіма конструкціями), проєкт і організація відновлювальних робіт по Києву після громадянської війни: ангари, зал «Інтимного театру», гараж Дарницького мототрамваю, клубу заводу «Більшовик», на Банківській вулиці Палацу праці (за проєктом академіка Щуко) і близько 30 поруйнованих і напівзруйнованих житлових будинків.
В 1909—1915 роках — інженер технічного відділу в Управлінні по будівництву залізниць Одеса—Бахмач; в 1915—1918 роках — головний архітектор управління по будівництву залізниці Гришино—Рівне (Харків); в 1918—1929 роках — головний архітектор департаменту нових споруд Міністерства шляхів сполучень України, старший архітектор залізничного відділу комітетів державних споруд. Паралельно із службою займався педагогічною роботою — з 1911 року викладав у Київському політехнічному інституті.
З 1918 року входив до складу Товариства українських архітекторів, членами якого були О. М. Вербицький, В. Г. Кричевський, І. В. Моргілевський. В кінці 1918 року брав участь у створенні першого в Україні Архітектурного інституту, де працював на посаді професора в 1919—1921 роках, спочатку геодезії, а потім будівельного мистецтва й частин будівель, був заступником його першого керівника Д. Дяченка, потім в 1921—1938 роках викладав у Київському художньому інституті, в 1930—1937 роках у Київському інженерно-будівельному інституті, де завідував кафедрою будівельної справи.
Був репресований у зв'язку із звинуваченням за участь в організації «СВУ» Єфремова з вересня 1929 року до березня 1930 року.
З 1931 року — старший науковий співробітник Київської філії інституту будівель, де розробив тему «Збірно-розбірні житлові будинки».

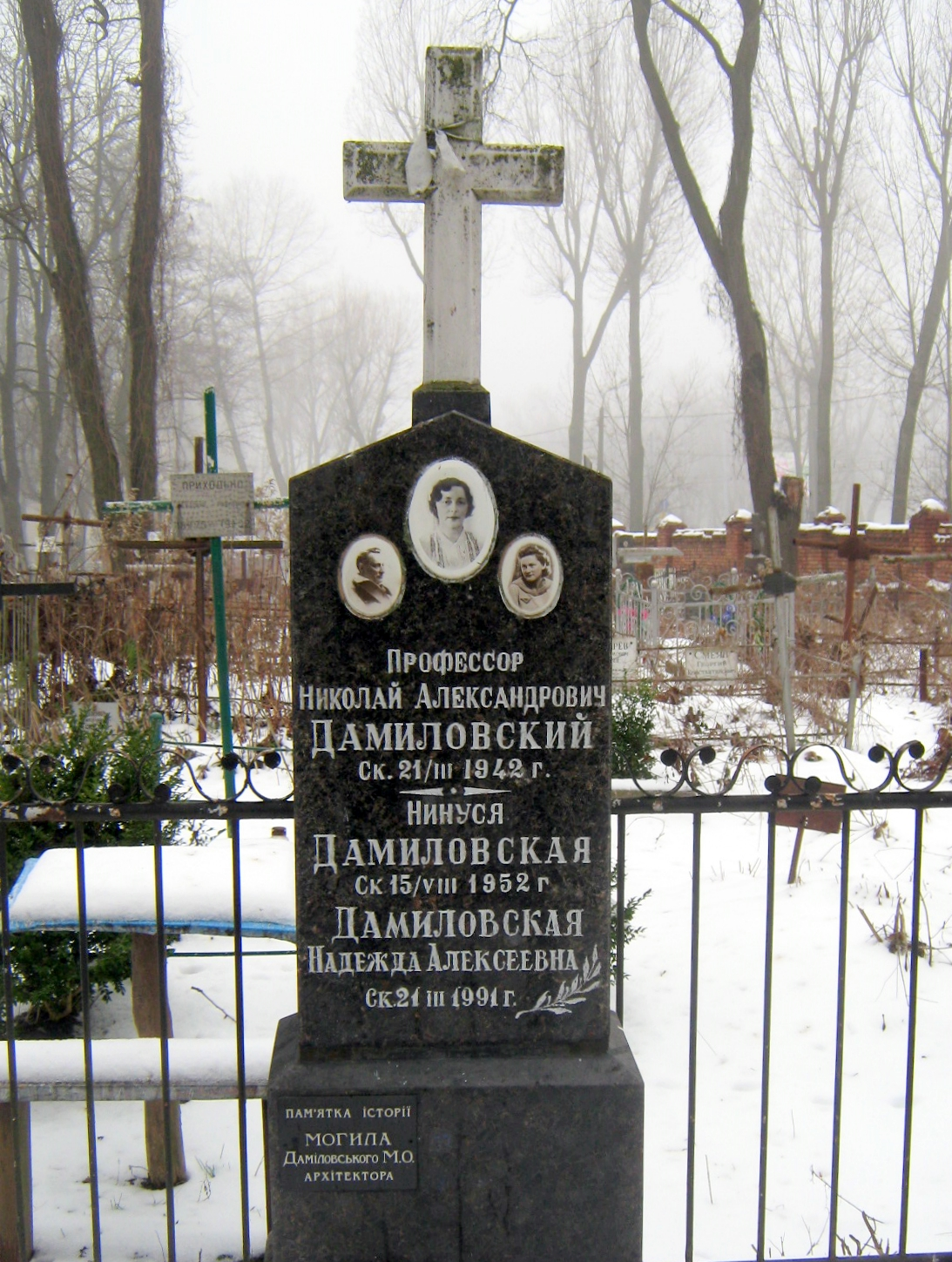
Могила Миколи Даміловського

Жив в Києві в будинку по вулиці Артема (нині вулиця Січових Стрільців), 40/1, квартира 3. Останні роки життя працював у галузі комунального будівництва над темою «Санітарний сміттєспуск». Помер 21 березня 1942 року. Похований в Києві на Лук'янівському цвинтарі (ділянка № 8, ряд 1, місце 4-1). Надгробок — обеліск з чорного граніту, білий мармуровий хрест.

## Архітектурна діяльність

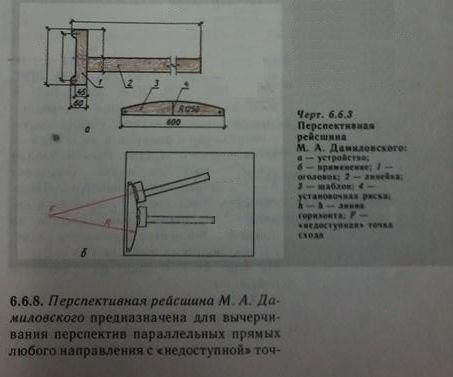
Лінійка М. О. Даміловського

Уживав стильові форми українського модерну. Передбачив неминучість застосування у київському будівництві високоякісної облицювальної цегли, профільованої керамічно-глазурованої плитки, кольорової майоліки — орнаментальної вставки, панно, рельєфів. Спрогнозував впровадження в будівельне виробництво збірних залізобетонних конструкцій.
Розробив свій спосіб побудови архітектурних перспектив за допомогою особливого приладу, який ввійшов в історію, як «лінійка Даміловського». Лінійка, або рейсшина Даміловського застосовується для викреслювання перспектив паралельних прямих різноманітного направлення з «недоступною» точкою перетину лінії горизонту.
За проєктами Миколи Даміловського зведено багато залізничних споруд:
- проєкт і побудова всіх громадських споруд залізничного вузла «Одеса—Пересип» та служби тяги залізничної лінії «Одеса—Бахмач»;
- проєкт теплоелектроцентралі для станції Просяна;
- проєкти всіх громадських споруд: вокзалів, товарних, паровозних депо, майстерень, житлових будинків та інше по лінії «Гришино-Рівне».

Серед інших — проєкт і побудова водопроводу (всі інженерні, гідротехнічні і громадські споруди) для Кривого Рогу (1927 рік) та Білої Церкви (1928 рік), проєкт фабрики для Кривого Рогу.

## Твори
Микола Даміловський автор робіт:
- «Альбом проектів будівель у колгоспах» (1929; у співавторстві з Д. М. Дяченком);
- «Архітектура і будівельні матеріали» // Соціалістичний Київ. — 1936. — № 6. — С 26;
- «Про матеріали і конструкції житлових будинків» (1938).